# L'Âme Immortelle
L'Âme Immortelle (do francês: A alma imortal) é uma banda austríaca de metal industrial e música eletrônica que mistura elementos de Futurepop. O som do L'Âme Immortelle mistura batidas eletrônicas dançantes com melancolia e vocais masculinos ásperos com vocais femininos tristes. As letras são escritas em alemão e inglês. Algumas vezes tem sido relacionados ao estilo darkwave.

## História
L'Âme Immortelle se formou em 1996 na Áustria pelos amigos Thomas Rainer e Hannes Medwenitsch. Logo a vocalista Sonja Kraushofer, antiga colega de escola de Rainer, juntou-se á banda e assinou um contrato de gravação. Em 1997 eles lançam seu primeiro álbum Lieder die wie Wunden bluten pela MOS Records em Liechtenstein, que se tornou popular no underground da subcultura Gótica alemã. L'Âme Immortelle assinou contrato com a Trisol Records. De 1998 até 2001 a banda lançou um LP por ano, e assim granhando notoridade gradativamente.
Em 2002 Medwenitsch saiu da banda, Kraushofer e Rainer convidaram Ashley Dayour para ser guitarrista da banda, e assim L'Âme Immortelle lançou um novo single "Tiefster Winter" em Novembro de 2002. Em 2003 L'Âme Immortelle lançou Als die Liebe starb, bem como Seelensturm, uma coleção de remixes de canções já lançadas pela banda. Seu último álbum, lançado em 2004, Geseiten inclui um single "Fallen Angel".

## Membros

### Atuais membros
- Thomas Rainer
- Sonja Kraushofer
- Ashley Dayour

### Membro antigo
- Hannes Medwenitsch

## Discografia

### Álbuns
- Lieder Die Wie Wunden Bluten (1997)
- ... In Einer Zukunft Aus Tränen Und Stahl (1998)
- Wenn Der Letzte Schatten Fällt (1999)
- Dann Habe Ich Umsonst Gelebt (2001)
- Als Die Liebe Starb (2003)
- Gezeiten (2004)
- Auf deinen Schwingen (2006)
- 10 Jahre (2007)
- Namenlos (2008)
- Best Of Indie Years (2008)
- Momente (2012)
- Fragmente (2012)

### Singles
- Epitaph (2000)
- Judgement (2001)
- Tiefster Winter (2002)
- Fallen Angel (2004)
- Dein Herz (2006)
- Phönix (2006)
- Nur Du (2006)

### DVDs
- Disharmony-Live! (2003)
- Jenseits Der Schatten (2008)